# Lambertus Zijlplein

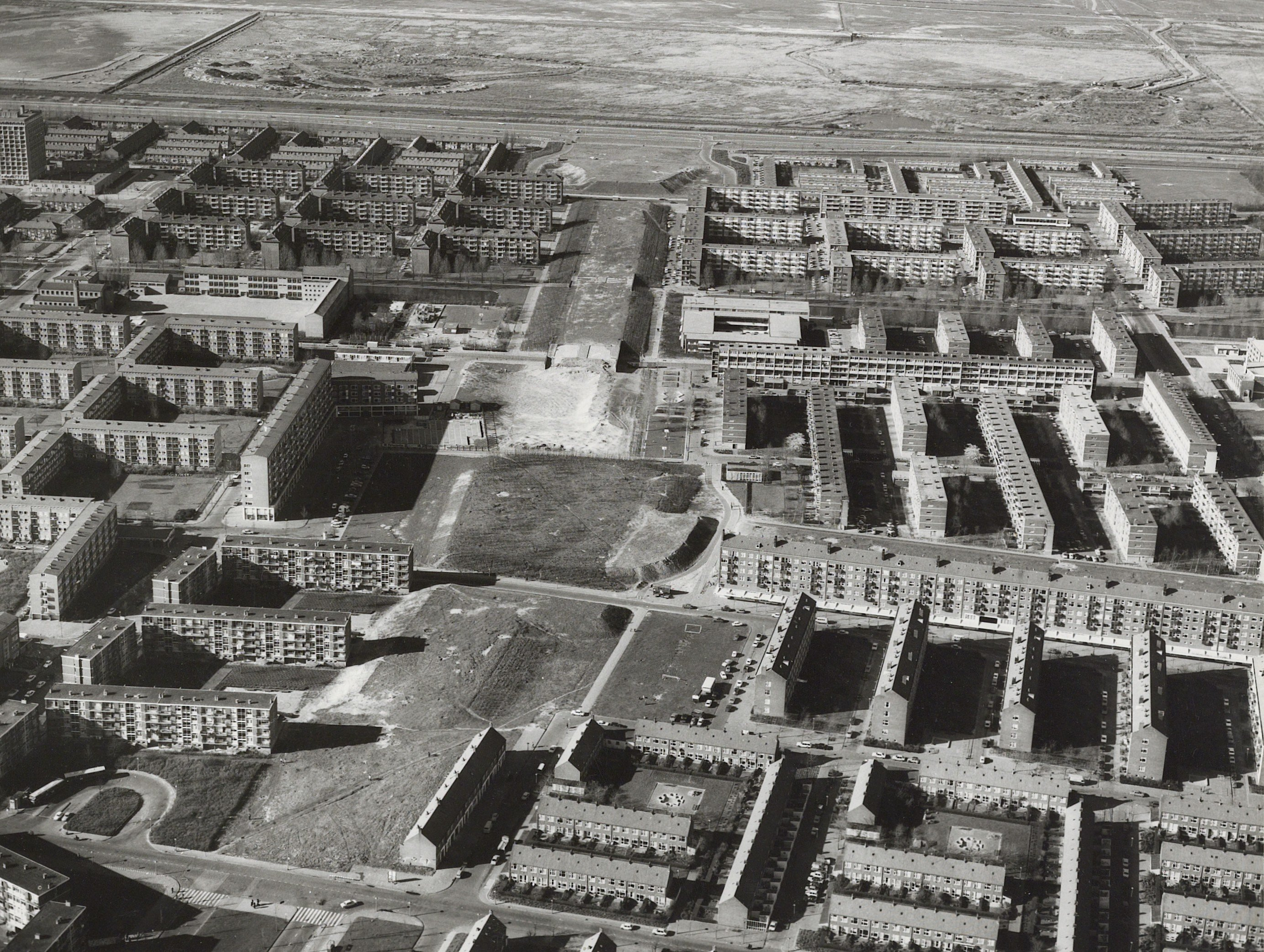
Het talud van de Abraham Kuyperlaan gezien naar de Haarlemmerweg in 1972, links van het midden het talud Lambertus Zijplein voor de komst van tramlijn 13

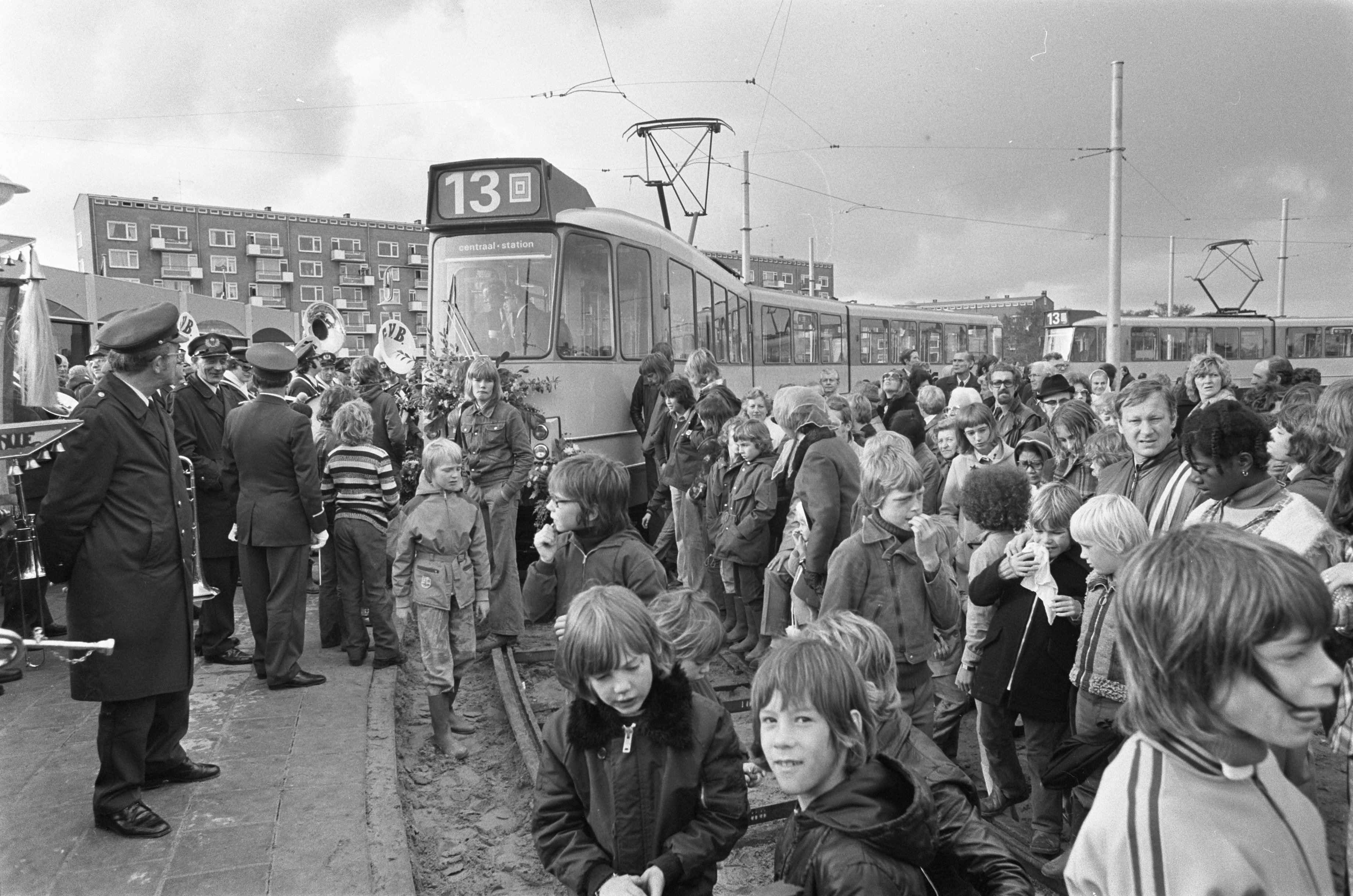
Opening verlenging tramlijn 13 naar talud Lambertus Zijlplein op 12 oktober 1974

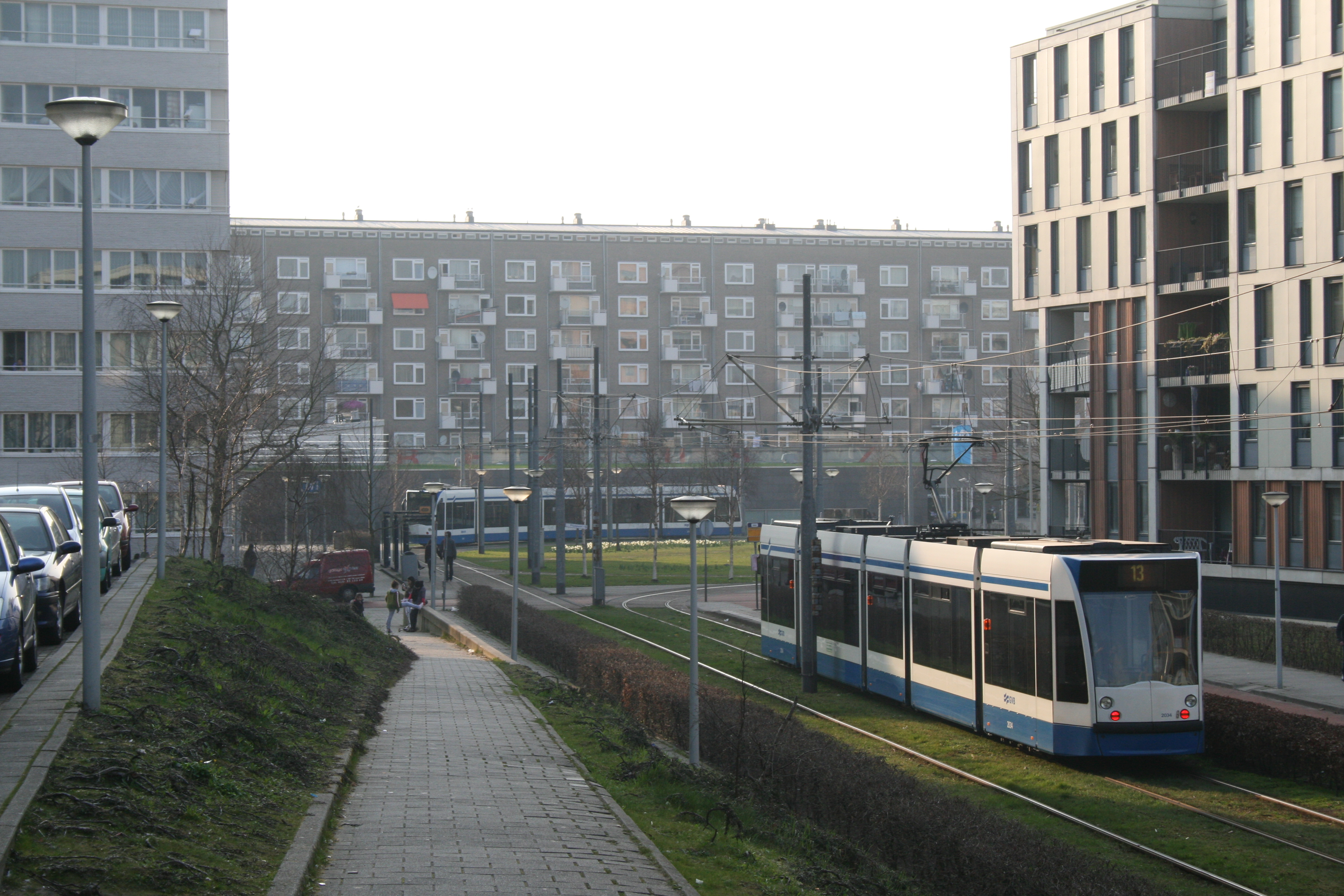
De Burgemeester Röellstraat met op de achtergrond het afgegraven talud Lambertus Zijlplein met tramlijn 13.

Het Lambertus Zijlplein is een plein in Amsterdam Nieuw-West. Het plein kreeg zijn naam in 1955 en werd vernoemd naar de Nederlandse beeldhouwer Lambertus Zijl (1866-1947). Hij vervaardigde onder andere het beeld van Koningin Emma op het Emmaplein in Amsterdam-Zuid.

## Plein
Het Lambertus Zijlplein ligt in het middelpunt van de tuinstad Geuzenveld, gebouwd in de tweede helft van de jaren vijftig. Het plein bestond oorspronkelijk alleen uit een ten opzichte van de andere bebouwing relatief hoge galerijflat met haaks daarop een iets lagere galerijflat en vormt het winkelcentrum van de wijk. Oorspronkelijk waren de winkels alleen onder deze galerijflats gevestigd en er liep een doorgaande weg langs het plein. Later werd het plein een voetgangersgebied waarbij aan de zijde van de dijk een buurthuis en een supermarkt werden bijgebouwd. Eind jaren zestig begin jaren zeventig vond er op het plein onregelmatig een kermis plaats.
Volgens de oorspronkelijke plannen zou de Burgemeester Röellstraat hier op de Troelstralaan en Abraham Kuyperlaan uitkomen (alle drie hooggelegen wegen) en zou hier een metrolijn volgens het metroplan 1968 zijn eindpunt vinden. Hiervoor waren ook dijklichamen aangelegd en een aantal viaducten gebouwd, die echter nooit volledig in gebruik genomen zijn. Alleen de Abraham Kuyperlaan is in 1984 alsnog in gebruik genomen en verbonden met de Burgemeester Röellstraat, maar na 12 jaar alweer gesloten en afgegraven.
In 1974 werd tramlijn 13 via de Burgemeester Röellstraat naar het Lambertus Zijlplein verlengd. Hiervoor moest nog een viaduct worden gebouwd over een toen nog naamloos pad later het Watergeuspad genoemd. De verhoogd liggende trambaan en de overige dijklichamen bij het Lambertus Zijlplein zijn in 2000 afgegraven en de viaducten gesloopt. De verkaveling werd veranderd waarbij het Watergeuspad verdween en op die plaats kwam de Willem Baerdesenstraat. Sinds 2001 ligt het trameindpunt op straatniveau. Ook zijn er sindsdien extra woningen en winkels bijgebouwd waarbij de supermarkt werd verplaatst en het buurthuis verdween en het nu meer een echt plein is geworden. Op maandag wordt er nu markt gehouden. Een groot deel van de gevelwand bestaat uit de Geuzenveldflat naar een ontwerp van Willem Dudok, die hier in aanbouw (1957-1958) nog volledig omringd was door zandvlakten.

## Vier bruggen
Rondom de keerlus waren vier brugconstructies bedacht, maar daarvan zijn er maar twee daadwerkelijk gebouwd:
- Brug 636 aan de westzijde
- Brug 647 aan de noordzijde
- Brug 648 aan de oostzijde
- Brug 649 aan de zuidzijde

Brug 648 over het Watergeuspadwerd gebouwd in het voorjaar van 1974 en brug 647 ongeveer 10 jaar later, het waren beide dubbele viaducten in respectievelijk de Burgemeester Röellstraat en de Abraham Kuyperlaan. Brug 649 was ingetekend over de Nicolaas Ruychaverstraat, maar is nooit gebouwd, net als brug 636 waarvan het brugnummer 636 werd herbruikt voor een brug in Amsterdam-Zuid. Bij de afgravingen verdwenen de bouwwerken.
<<< · 600 · 601 · 602 · 603 · 604 · 605 · 606 · 607 · 608 · 609 · 610 · 611 · 612 · 613 · 614 · 615 · 616 · 617 · 618 · 619 · 620 · 621 · 622 · 623 · 624 · 626 · 627 · 628 · 629 · 630 · 631 · 632 · 633 · 634 · 635 · 636 · 637 · 638 · 639 · 643 · 651 · 652 · 653 · 655 · 656 · 657 · 658 · 659 · 660 · 661 · 662 · 663 · 664 · 665 · 666 · 667 · 668 · 669 · 670 · 671 · 673 · 674 · 675 · 676 · 677 · 678 · 679 · 681 · 682 · 683 · 684 · 685 · 687 · 688 · 689 · 690 · 691 · 692 · 695 · 696 · 699 · >>>
Verdwenen brugnummers: 625 (afgebroken brug Sam van Houtenstraat), 640, 644, 645, 646, 647, 648, 650, 672 (duiker Cornelis Lelylaan, Rembrandtpark), 694, 698.
Nooit gebouwd: 649, 680 (nooit gebouwde brug Sloterplas).
Brugnummers 641, 642, 654, 686, 693, 694 en 697 zijn onbekend.